# Dorfkirche Weselitz

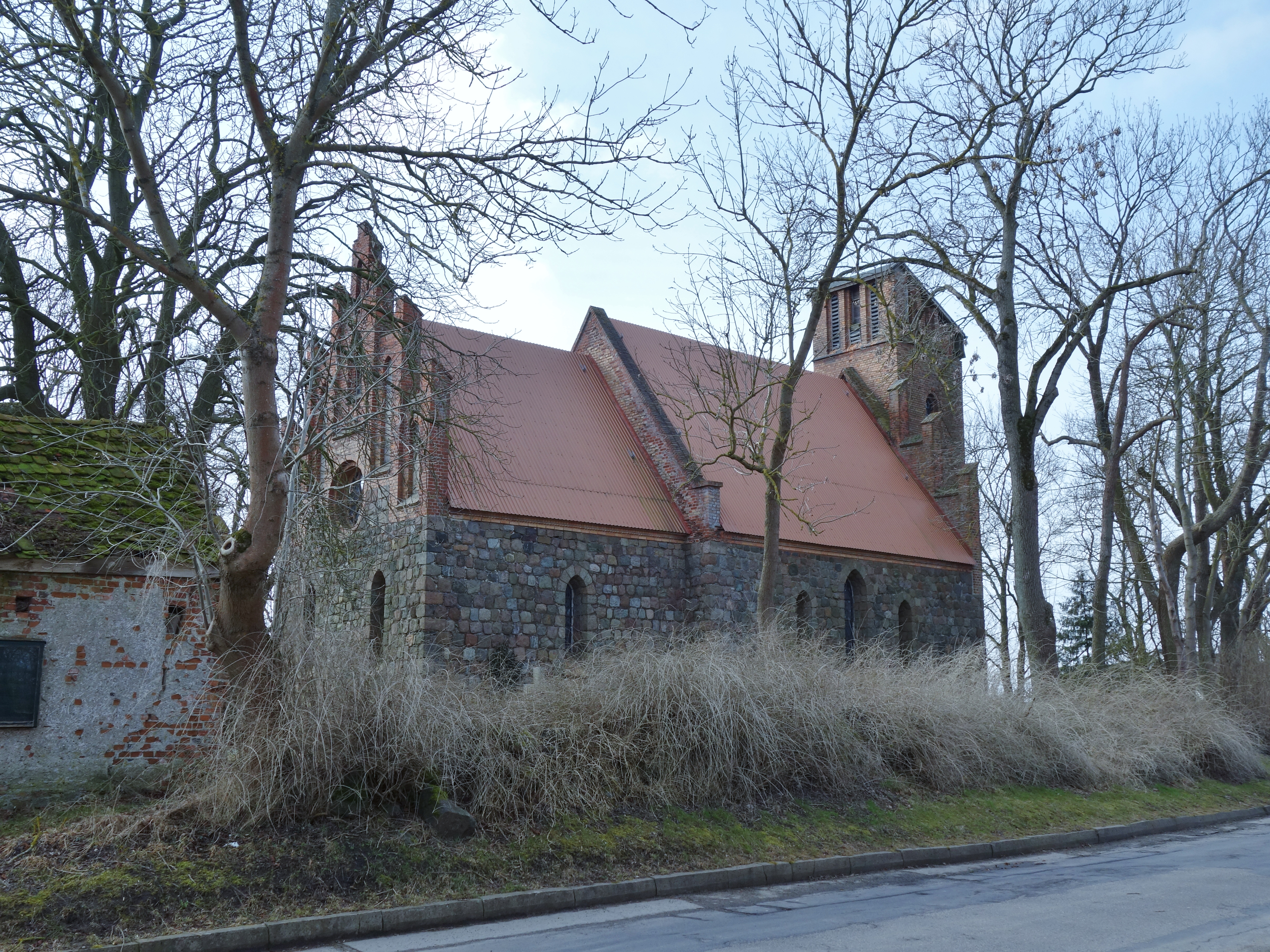
Dorfkirche Weselitz

Die evangelische, denkmalgeschützte Dorfkirche Weselitz steht in Weselitz, einem Wohnplatz im Ortsteil Falkenwalde der Gemeinde Uckerfelde im Landkreis Uckermark in Brandenburg. Die Kirche gehört zum Kirchenkreis Uckermark der Evangelischen Kirche Berlin-Brandenburg-schlesische Oberlausitz.

## Beschreibung
Die im Kern aus der zweiten Hälfte des 13. Jahrhunderts stammende Feldsteinkirche besteht aus dem Langhaus und dem östlich anschließenden eingezogenen Rechteckchor. Im Rahmen einer umfassenden Erneuerung wurden 1860 der als Staffelgiebel gestalteten Schildgiebel und der quadratische Kirchturm aus Backsteinen an der Westseite des Langhauses errichtet. Die Ostwand des Chors erhielt eine Fensterrose und einen Staffelgiebel. 2003 erfolgte eine Sicherung des vom Verfall bedrohten Bauwerks.
Die neugotische Kirchenausstattung stammt von 1860. Die 1823 von Johann Simon Buchholz für die Dorfkirche Seelübbe gebaute Orgel bekam die Kirchengemeinde 1902 geschenkt.